# KSK Ronse
Der Koninklijke Sportkring Ronse ist ein belgischer Fußballverein aus Ronse.

## Geschichte
Der Verein ist 1987 aus der Fusion zweier in Ronse ansässiger Fußballvereine hervorgegangen.
Am 7. Juli 1907 wurde die Association Sportive Ronse gegründet, ein Jahr später der Football Club Ronse. Beide Vereine traten im September 1909 der Union Belge des Sociétés de Sports Athlétiques, dem belgischen Fußballverband, bei.
1923 stieg AS Ronse erstmals in die zweite Liga auf, wo der Klub sich bis 1926 halten konnte. Bei der Einführung der eingleisigen zweiten Liga musste als Tabellenzehnter der Gang in die Drittklassigkeit angetreten werden. 1928 gelang die Rückkehr, jedoch belegte die Mannschaft mit nur zwei Saisonerfolgen abgeschlagen den letzten Tabellenrang und kehrte in die dritte Liga zurück.
1931 erreichte der Ortsrivale, der 1923 seinen Namen von FC Ronse in Club Ronse geändert hatte, die wieder zweigleisig ausgetragenen zweite Liga. Als 1933 beide Vereine das Anrecht auf das Attribut „Koninklijk“ – königlich – erhielten, wurde der Club Ronse in KFC Ronse umbenannt. 1936 belegte die Mannschaft den zweiten Platz in der Division B der zweiten Liga, punktgleich mit Aufsteiger ARA La Gantoise. 1937 kam es zum ersten Duell der Ortsrivalen in der zweiten Liga. AS beendete die Saison als Tabellenfünfter direkt vor dem KFC.
Der Krieg beendete 1940 den Ligabetrieb und nach Kriegsende begann eine Durststrecke für die beiden Vereine, die lange Zeit in die überregionale Bedeutungslosigkeit führte. In der Spielzeit 1958/59 kehrte der KFC kurzzeitig in die Zweitklassigkeit zurück, musste mit einem Punkt Rückstand auf RFC Seraing als Vorletzter jedoch direkt wieder absteigen.
1987 entschlossen sich die beiden Vereine, die Kräfte zu bündeln und fusionierten. 2001 kehrte der Verein in die zweite Liga zurück und schaffte als 14. den Klassenerhalt. Dort etablierte sich der Klub auf Anhieb mit Plätzen im Mittelfeld.

## Bekannte Spieler
- Kris Bouckenooghe, neuseeländischer Nationalspieler